# 皇家电视学会
皇家电视学会（Royal Television Society，电视产业界上常说成RTS）是一个英国教育非营利组织，致力于讨论和分析电视的形式、过去、现在和未来。它是世界上时间最长的电视学会。它在英国有14个地区和国家性中心，在爱尔兰共和国也有分支机构。1966年，該學會獲得皇家頭銜。